# Драйбридж-хаус
Драйбридж-хаус (англ. Drybridge House) — большое здание XVII века, входящее в список культурного наследия Великобритании со статусом II*, расположенное в Монмуте. Расположено на юго-западе города, в конце Драйбридж-стрит, вблизи от «драйбридж», «сухого моста» через небольшой ручей, ныне засыпанный. Это здание является одним из 24, входящих в Тропу культурного наследия Монмута, и в нём сейчас расположен Bridges Community Centre.
Здание единственное в городе имеет лицензию на проведение свадеб; кроме того, тут расположен детский сад, дневной центр для престарелых, фитнес-группа и проводятся собрания практиков альтернативной медицины.

## История
Первый дом на этом месте был построен Джоном Робертсом (John Roberts) до 1558 года, и это была большая чёрно-белая ферма. В 1671 году дом был перестроен в текущий вид Уильямом Робертсом (William Roberts), работавшим приёмщиком и казначеем королевских работ в Виндзорском замке. Часть прилежавших земель и построек была продана в 1840 году. Потомок Уильяма Робертса, Чарльз Генри Кромптон-Робертс (Charles Henry Crompton-Roberts), отвечал за расширение и восстановление дома; в 1867 году он пристроил к дому южное крыло. Кромптон-Робертс был высшим шерифом Монмутшира в 1877 году и позднее стал членом парламента Великобритании от Сэндвича.
Домом 400 лет владели Робертсы и Кромптон-Робертсы, активно интересовавшиеся поддержкой людей и организаций города. В нём есть гостиные с лепными потолкам и резьбой, включая специально выполненные сюжеты о короле Артуре. На фронтоне под надписью с указанием 1867 года сохранилось указание 1671 года. В настоящее время великолепные интерьеры дома по-прежнему содержат элементы здания Уильяма Робертса, такие как шипованные двери чайной комнаты, части дубовых панелей и лестниц, и некоторые из резных каминов. Портреты Карла Кромптона-Робертса и его жены Марии можно найти в галерее дома.
Чарльз Кромптон-Робертс интересовался садоводством и спортом и спроектировал сад с парком с уникальной коллекцией деревьев и всем для крикета, в котором Грейс (W. G. Grace) и его брат играли в команде против Монмутшира. Многие из деревьев сохранились до сих пор. Семья также добавила многочисленную резьбу на наружных стенах, в том числе портреты своих трёх старших детей, Генри Роджера (Henry Roger), Вайолет Мэри (Violet Mary) и Чарльза Монтегю (Charles Montagu). Частым гостем в доме в то время был композитор Эдвард Элгар (Edward Elgar), дирижировавший в составе местных музыкальных организаций и игравший в них самостоятельно, а также дававший уроки скрипки и фортепиано. Одной из его учениц была Элис Робертс (Alice Roberts), кузина семьи, на которой он впоследствии женился.
Дом в итоге перешёл к Ричарду Кромптону-Робертсу, который погиб в бою во время отступления из Дюнкерка в 1940 году, а затем к его сестре Марии. После того, как она вышла замуж за Джона Каллендера (John Callender), она в 1947 году продала дом Monmouthshire County Council, с оговоркой, что его должно использовать на благо местного населения. Здание было использовано как дом престарелых, в 1951 году к нему была сделана пристройка. Тем не менее дом был внезапно закрыт в 1989 году и — за исключением нескольких месяцев в качестве временного полицейского участка — остался пустым и разрушался, несмотря на присвоение в 1991 году статуса культурного наследия и местных протестов против его перестройки. В 1998 году Bridges charity, на то время располагавшиеся в другом здании Монмута, выиграли соглашение о превращении Драйбридж-хауса в общественный центр, а также начали большую кампанию по сбору средств. Благодаря грантам, помощи Cadw и Фонда Heritage Lottery прошли работы по ремонту и восстановлению зданий, многие из них — с участием добровольцев из числа местных жителей. Все комнаты в конечном итоге были открыты для общего пользования к концу 2003 года.